# Kim Sa-rang (Schauspielerin)
Kim Sa-rang (* 12. Januar 1978) ist eine südkoreanische Schauspielerin und Model. Sie war Miss Korea im Jahr 2000 und ist vor allem durch ihre Rolle in der Dramaserie Secret Garden bekannt.
Kim Sa-rang ist christlich und hat einen älteren Bruder. Sie hat einen Abschluss in traditioneller koreanischer Musik von der Yong In University.
In der Liebeskomödie Love is Impossible (2003) spielt sie eine nordkoreanische Studentin, die zur Erkundung eines Grabes der Goguryeo-Dynastie nach China entsendet wird und sich dort in einen südkoreanischen Studenten verliebt.

## Filmografie

### Filme
- 2002: Be a Man (남자 태어나다)
- 2003: Love is Impossible (남남북녀 Nam Nam Buk Nyeo)
- 2006: Who Slept with Her (누가 그 여자와 잤을까?)
- 2007: Radio Days (라듸오 데이즈)

### Fernsehserien
- 2000: Cheonsa-ui Bunno (천사의 분노, SBS)
- 2001: What in the World (어쩌면 좋아, MBC)
- 2001: Mina (KBS)
- 2002: Love (정, SBS)
- 2003: Thousand Year’s Love (천년지애, SBS)
- 2005: A Love to Kill (이 죽일 놈의 사랑, KBS)
- 2007: Wang-gwa Na (SBS)
- 2008: Tokyo Showers (SBS)
- 2010: Secret Garden (SBS)
- 2015: My Love Eun Dong (JTBC)

### Musikvideos
- „Because You’re My Woman“ von Lee Seung-gi
- „Demon“ von Jay Park